# Venthon
Venthon é uma comuna francesa na região administrativa de Auvérnia-Ródano-Alpes, no departamento de Saboia. Estende-se por uma área de 2,5 km². Em 2010 a comuna tinha 625 habitantes (densidade: 250 hab./km²).